# Колотій Микола Петрович
Микола Петрович Колотій (нар. 3 грудня 1913, хутір Колотії Решетилівської волості, тепер село Решетилівського району Полтавської області — 3 січня 1985, місто Київ) — український радянський діяч, голова правління Українського міжколгоспного об'єднання по будівництву «Укрміжколгоспбуд». Депутат Верховної Ради УРСР 8—9-го скликань. Член Ревізійної Комісії КПУ в 1971—1976 р.

## Біографія
Освіта вища. У 1936 році закінчив Полтавський інститут інженерів сільськогосподарського будівництва, інженер-будівельник сільськогосподарських споруд.
У 1936—1937 роках — інженер-інспектор бавовняного управління Народного комісаріату землеробства Таджицької РСР.
У 1937—1938 роках — служба в Червоній армії, закінчив курси льотчиків-спостерігачів.
У 1938—1939 роках — інженер, у 1939—1946 роках — начальник, головний інженер відділу капітального будівництва Народного комісаріату землеробства Якутської АРСР.
Член ВКП(б) з 1944 року.
У 1946—1951 роках — голова виконавчого комітету Якутської міської ради депутатів трудящих Якутської АРСР.
У червні 1951 — квітні 1953 року — заступник міністра радгоспів Української РСР.
У квітні — жовтні 1953 року — заступник начальника, начальник Головного будівельного управління Міністерства сільського господарства і заготівель Української РСР.
У жовтні 1953 — травні 1955 року — заступник міністра радгоспів Української РСР. У травні 1955 — липні 1957 року — заступник міністра радгоспів Української РСР із будівництва.
У липні 1957 — березні 1961 року — начальник Головного управління капітального будівництва Міністерства сільського господарства Української РСР. 
У березні 1961 — березні 1962 року — заступник начальника Головного управління радгоспів при Раді міністрів УРСР, 
У березні 1962 — лютому 1964 року — начальник управління капітального будівництва Міністерства виробництва і заготівель сільськогосподарських продуктів Української РСР.
У лютому 1964 — березні 1965 року — заступник міністра виробництва і заготівель сільськогосподарських продуктів Української РСР.
У березні 1965—1967 роках — заступник міністра сільського господарства Української РСР.
У 1967—1978 роках — голова правління Українського міжколгоспного об'єднання по будівництву «Укрміжколгоспбуд».
З 1978 року — персональний пенсіонер союзного значення в Києві.

## Нагороди
- орден Леніна
- орден Жовтневої Революції
- орден Трудового Червоного Прапора (26.02.1958)
- орден «Знак Пошани» (22.03.1966)
- медалі
- Почесна грамота Президії Верховної Ради Української РСР
- заслужений будівельник Української РСР (1963)